# Ilha das Flores (ö i Brasilien, Rio Grande do Sul)
Ilha das Flores är en ö i Brasilien.   Den ligger i delstaten Rio Grande do Sul, i den södra delen av landet, 1 600 km söder om huvudstaden Brasília. Arean är 37 kvadratkilometer.
Terrängen på Ilha das Flores är mycket platt. Öns högsta punkt är 18 meter över havet. Den sträcker sig 10,1 kilometer i nord-sydlig riktning, och 7,5 kilometer i öst-västlig riktning.
Runt Ilha das Flores är det mycket tätbefolkat, med 1 956 invånare per kvadratkilometer.